# Xiloxoxtla
Xiloxoxtla är en ort i Mexiko.   Den ligger i kommunen Santa Isabel Xiloxoxtla och delstaten Tlaxcala, i den sydöstra delen av landet, 100 km öster om huvudstaden Mexico City. Xiloxoxtla ligger 2 286 meter över havet och antalet invånare är 3 454.
Terrängen runt Xiloxoxtla är platt åt sydväst, men åt nordost är den kuperad. Terrängen runt Xiloxoxtla sluttar västerut. Runt Xiloxoxtla är det mycket tätbefolkat, med 1 463 invånare per kvadratkilometer. Närmaste större samhälle är Tlaxcala de Xicohtencatl, 5,9 km norr om Xiloxoxtla. Trakten runt Xiloxoxtla består till största delen av jordbruksmark.